# Temple protestant de Cognac
Le temple protestant de Cognac est un lieu de culte situé 9 rue du Temple à Cognac, en Charente. La paroisse du Cognaçais, qui gère également le temple de Jarnac et celui Segonzac, est membre de l'Église protestante unie de France.

## Historique

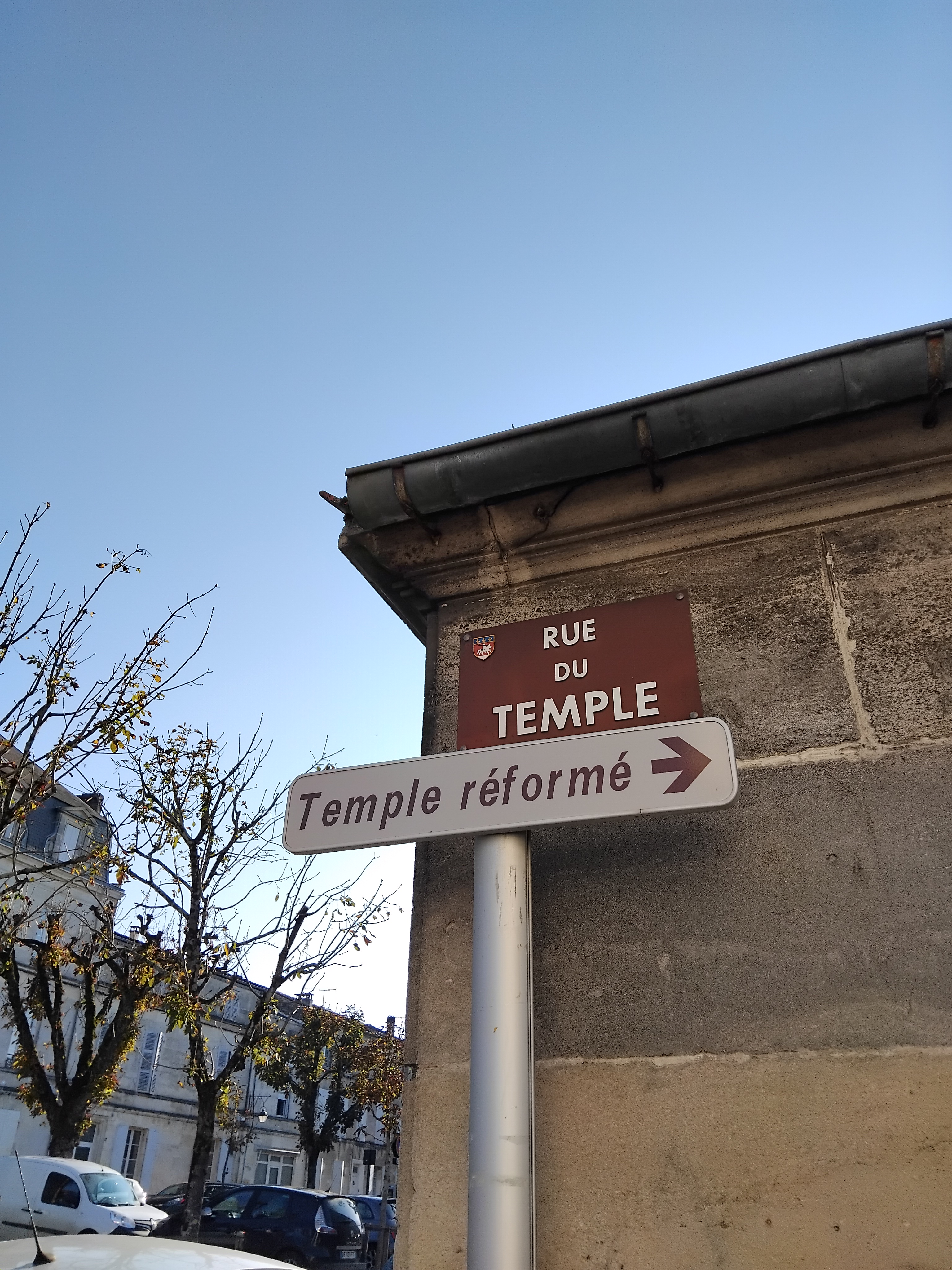
Rue du temple à Cognac

### Sous l'Ancien régime
À la Renaissance, Cognac est la ville de naissance des premiers Valois, le roi de France François Ier et sa sœur aînée Marguerite de Valois-Angoulême, qui favorise l'Humanisme et la Réforme protestante. Le Réformateur français Jean Calvin est accueilli dans la région en 1534. Il réside à Angoulême, et prêche dans les villes qui bordent la Charente. Certains lieux en gardent la mémoire, comme la La Chaire-à-Calvin, un abri sous roche orné de sculptures pariétales monumentales datant du Paléolithique. Des églises réformées sont dressées à Segonzac, Cognac, Saint-Même, Jarnac par des pasteurs itinérants formés à Genève, comme Philibert Hamelin. Le céramiste Bernard Palissy est accueilli à Saintes, Théodore Agrippa d'Aubigné naît en 1552 au château de Saint-Maury près de Pons.
Pendant les guerres de Religion, les armées royales et huguenotes s'affrontent pour la maîtrise de ce territoire. Le 13 mars 1569, à la bataille de Jarnac, est assassiné le chef de l'armée protestante, Louis Ier de Bourbon-Condé. En mémoire, une colonne monumentale est élevée en 1770 à Triac-Lautrait, et l'avenue centrale de Jarnac s'appelle depuis la rue de Condé. En décembre 1569 est assiégée Saint-Jean-d'Angély, place forte réformée. En 1570, la paix de Saint-Germain-en-Laye classe Cognac comme place de sureté protestante, comme La Rochelle. En 1571 est adoptée la Confession de La Rochelle, première confession de foi des Églises réformées.
Le massacre de la Saint-Barthélemy, le 24 août 1572, rallume la guerre civile. Plus de 10 000 civils protestants sont assassinés, à commencer par l'amiral Gaspard II de Coligny, chef des protestants. Henri de Navarre, futur Henri IV, prend la tête du parti huguenot. En 1586, Catherine de Médicis rencontre les chefs du parti protestant au château de Saint-Brice, à 4 km à l'est de Cognac, pour tenter de trouver une issue pacifique. La paix n'est établie qu'avec le sacre d'Henri IV et la signature de l'édit de Nantes en 1598.
Le 14 mai 1610 Henri IV est assassiné par François Ravaillac, un catholique fanatique d'Angoulême. Les rois suivants établissent la monarchie absolue et restreignent les libertés accordées par l'édit de Nantes. Le 10 septembre 1627 commence le siège de La Rochelle, ordonné par Louis XIII et commandé par le cardinal de Richelieu. La région est pillée et la place forte protestante capitule le 28 octobre 1628. Sous Louis XIV, les persécutions s'intensifient, avec la généralisation des dragonnades. Le 18 octobre 1685, le roi signe l'édit de Fontainebleau, qui révoque l'édit de Nantes. La région, caractérisée par le négoce océanique du sel et du vin, et les relations commerciales avec l'étranger est marquée par l'exil de son élite protestante, dans les pays du Refuge, en Hollande, Royaume-Uni, États-Unis et Afrique du Sud.
Des assemblées clandestines, au « Désert », ont lieu aux environs de Pons et de Segonzac. Des pasteurs itinérants, formés au séminaire français de Lausanne, en Suisse, soutiennent les fidèles. Des « maisons d'oraison » sont installées par les pasteurs Louis Gibert puis Jean Jarousseau, comme à Jarnac, dès 1761, dans l'ancienne grange de Jean Ranson de Bois-Blanchard. À la Révolution française, on compte encore 3 200 protestants,.

### Depuis la Révolution
La liberté de culte est rétablie par la Déclaration des droits de l'homme et du citoyen de 1789. Des protestants charentais s'investissent dans la Révolution française, comme le député Gustave Dechézeaux. Les protestants participent au développement économique de la région. Ils s'investissent en particulier dans le négoce du cognac : ils ont longtemps eu l'interdiction de posséder des terres et vivent en ville, sont en moyenne plus lettrés que la population locale, et ont établi des réseaux familiaux avec la diaspora huguenote. Le protestant James Delamain, né en 1738 à Dublin et rentré en France en 1759, fonde en 1763 à Jarnac une maison de négoce qui subsiste jusqu'à aujourd'hui sous le nom de Delamain et de Hine. Les chais de Delamain sont situés à l'emplacement du premier temple de Jarnac.
Avant la construction du temple de Cognac, les protestants célèbrent leur culte dans un local de la rue de la Richonne. Le temple actuel est construit de 1838 à 1840. Son architecte est Paul Abadie, architecte du département. L'orgue est installé en 1914 par la maison Maille, de Bordeaux. Le temple de Segonzac est construit de 1864 à 1869 sur les plans de l'architecte Demenieux, avec une façade imitant celui de Cognac. C'est le plus grand de Charente,. À Jarnac, la maison d’oraison construite de 1761 est rehaussée et percée de fenêtres en demi-cercle en 1820 par François-Nicolas Pineau. Sa façade néo-classique, ordonnancée comme les deux précédents, ne comporte pas de bas-relief.

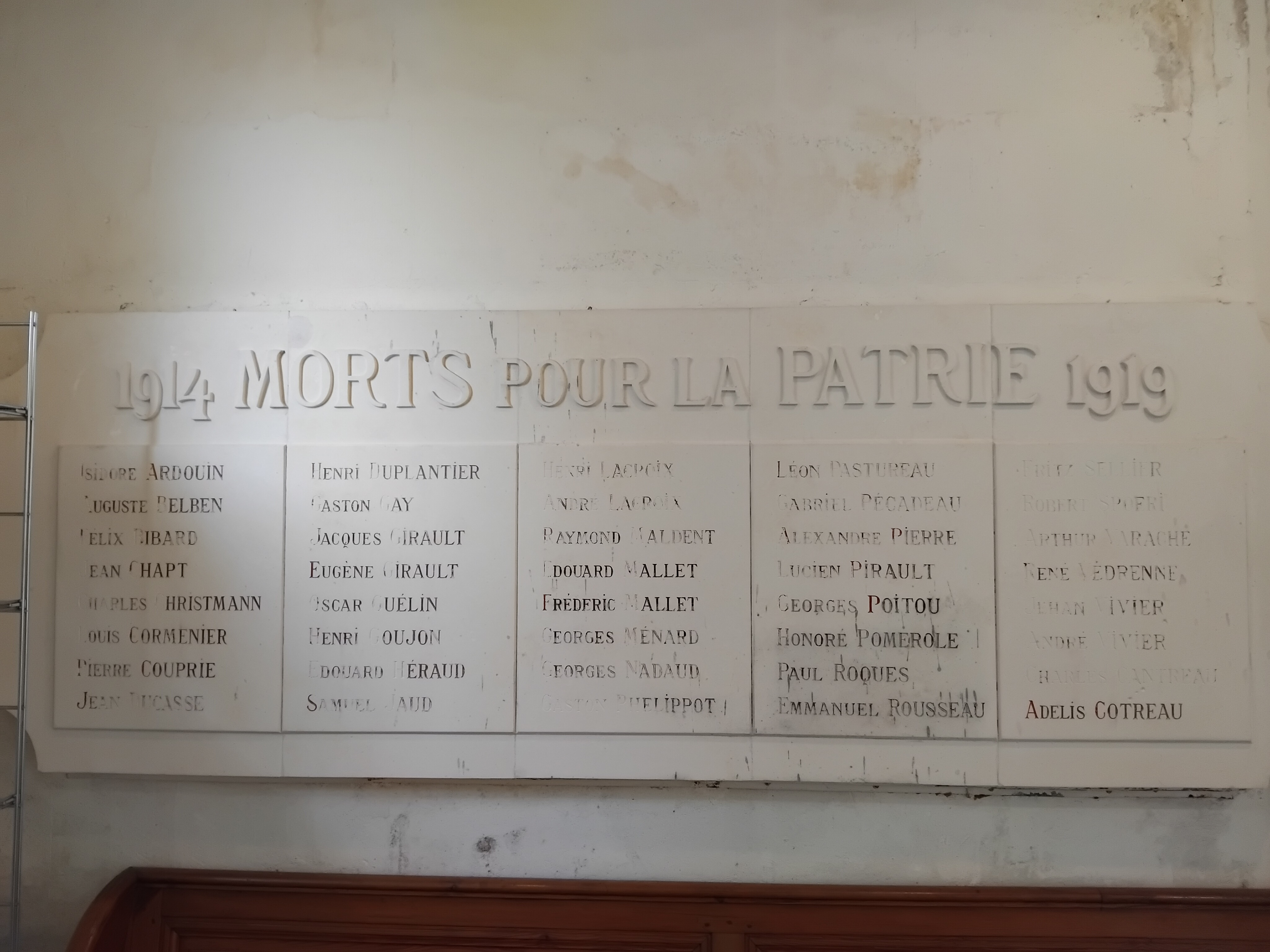
Monument aux morts de la Première Guerre mondiale.

En août 2021, est installé le pasteur Cyrille Payot, ancien pasteur de l'Église protestante francophone de Washington. Il réside à Saintes, en Charente-Maritime, et sa femme est pasteure de l’église du temple protestant de Saintes,,.

#### Pasteurs
- Rodolphe Kowal (2011-2017)[13]
- Cyrille Payot (depuis 2021)[14]

## Architecture

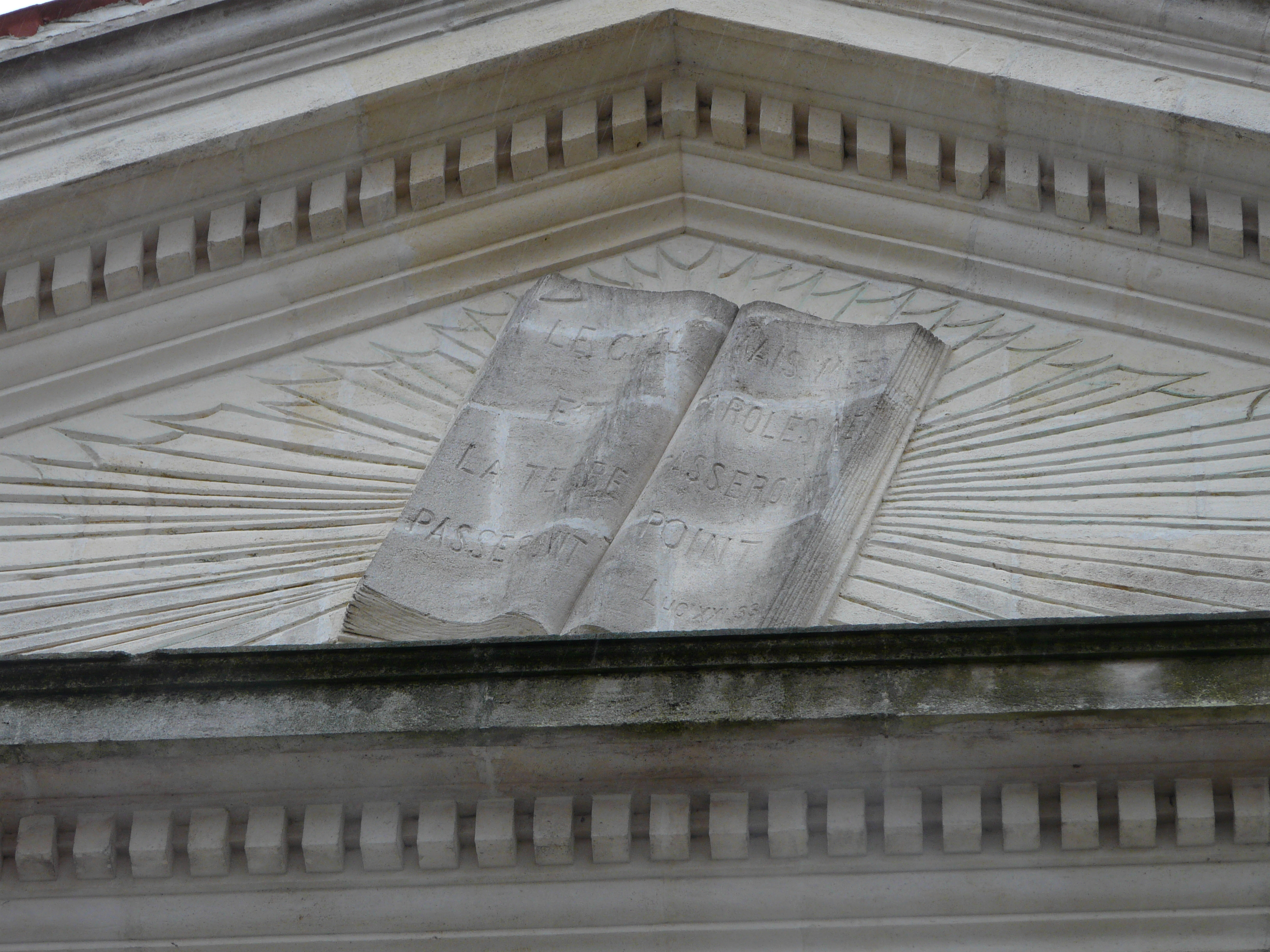
Fronton du temple protestant de Cognac.

Le temple est un édifice de plan rectangulaire, élevé en pierre de taille. La façade est encadrée par deux colonnes à pilastre. Au-dessus de la porte est gravée « EGLISE REFORMEE ».
Sur le fronton est sculptée une Bible ouverte, symbole habituel des temples réformés qui encouragent à sa lecture en français à une époque où l'Église catholique en interdit l'accès à ses fidèles. Elle repose sur un bas-relief représentant des rayons de lumière. Sur ses pages sont gravées une citation de l'Évangile selon Matthieu 24, 35 « Le ciel et la terre passeront / mais mes paroles ne passeront point ».
L'intérieur est sobre, sans décoration. Deux rangs de bancs sont alignés face à un ensemble de boiseries comprenant une chaire à prêcher et une table de communion. Sur la table est peint « FAITES CECI EN MEMOIRE DE MOI, LUC XXII, 19 », extrait d'un verset de l'Évangile selon Luc 22, 19.